# سيلينا جايلز
سيلينا جايلز (بالإنجليزية: Selina Giles)‏ هي كاتبة سيناريو وممثلة بريطانية، ولدت في 5 مارس 1972.

## وصلات خارجية
- سيلينا جايلز على موقع IMDb (الإنجليزية)
- سيلينا جايلز على موقع قاعدة بيانات الفيلم (الإنجليزية)